# Seznam norveških hokejistov na ledu
Seznam norveških hokejistov.

## M
- Morten Ask

## B
- Anders Bastiansen
- Alexander Bonsaksen
- Nicolai Bryhnisveen

## D
- Ole Eskild Dahlstrøm
- Robin Dahlstrøm

## E
- Åge Ellingsen
- Stefan Espeland

## F
- Kristian Forsberg

## H
- Mads Hansen
- Lars Haugen
- Henrik Haukeland
- Geir Hoff
- Jonas Holøs

## J
- Tommy Jakobsen
- Johannes Johannesen
- Roy Johansen

## K
- Jørgen Karterud
- Martin Knold
- Espen Knutsen
- Erik Kristiansen

## L
- Erlend Lesund
- Ørjan Løvdal
- Jonas Djupvik Løvlie

## M
- Trond Magnussen
- Jim Marthinsen
- Thor Marthinsen
- Andreas Martinsen
- Anders Myrvold

## N
- Mattias Nørstebø

## O
- Henrik Ødegaard
- Sondre Olden
- Mats Rosseli Olsen
- Thomas Valkvæ Olsen
- Ken André Olimb
- Mathis Olimb

## R
- Aleksander Reichenberg
- Niklas Roest
- Martin Røymark

## S
- Petter Salsten
- Rob Schistad
- Bjørn Skaare
- Per-Åge Skrøder
- Steffen Søberg
- Daniel Sørvik
- Andreas Stene
- Dennis Sveum

## T
- Patrick Thoresen
- Petter Thoresen
- Steffen Thoresen
- Ole-Kristian Tollefsen
- Mathias Trettenes
- Marius Trygg
- Mats Trygg

## V
- Tore Vikingstad
- Lars Volden

## Z
- Mats Zuccarello